# Christian Wagenknecht

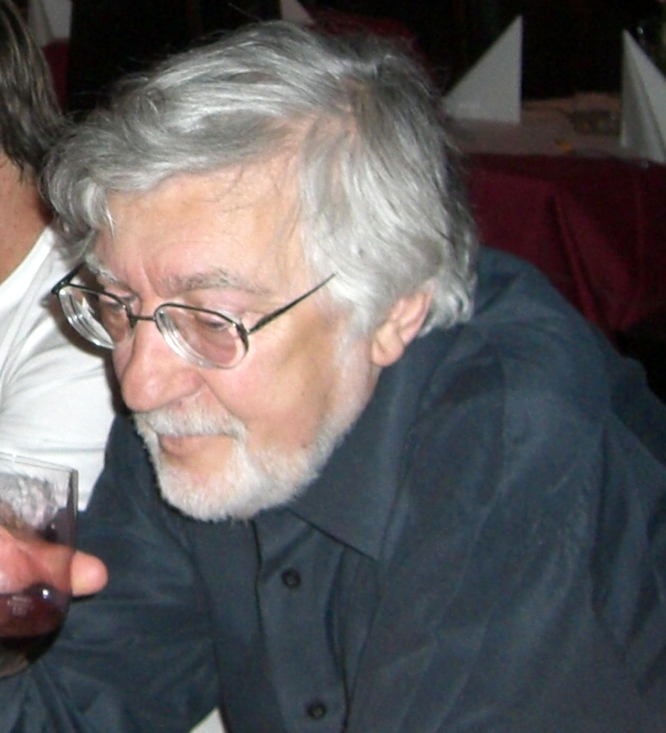
Christian Wagenknecht (Wien, 2006)

Christian Wagenknecht (* 23. April 1935 in Breslau; † 26. August 2020 in Göttingen) war ein deutscher Germanist.

## Leben und Wirken
Wagenknecht studierte an der Westfälischen Wilhelms-Universität Münster sowie der Georg-August-Universität Göttingen. Dort war er zeitweise Assistent von Albrecht Schöne und promovierte 1965 mit der Dissertation Das Wortspiel bei Karl Kraus. Die Habilitationsschrift von 1970 befasst sich mit der Metrik der deutschen Renaissance-Dichtung. Von 1972 bis 1998 war er Ordentlicher Professor für Deutsche Philologie in Göttingen.
Wagenknechts Lebensthema war der österreichische Schriftsteller Karl Kraus, über den er nicht nur Forschungsbeiträge publizierte. Er ist Herausgeber einer zwischen 1986 und 1994 in 20 Bänden erschienenen Werkausgabe und hat auch zahlreiche weitere Texte von und über Kraus ediert. Weitere Schwerpunkte von Wagenknechts Arbeit waren Lyrik und Metrik sowie die Geschichte literaturwissenschaftlicher Begriffe. Seine erstmals 1981 erschienene Deutsche Metrik gilt als Standardwerk für das Studium der Germanistik. Andere Veröffentlichungen handeln von Texten und Autoren der gesamten Neuzeit, insbesondere aus dem Barock, der Goethezeit und dem frühen 20. Jahrhundert.
Christian Wagenknecht galt als streitbar und als scharfer Kritiker von sprachlichen Entgleisungen sowie ungenauer wissenschaftlicher Arbeit. Die meisten führen dies auf den Einfluss von Karl Kraus zurück. Überregionale Schlagzeilen machte 2010 eine Auseinandersetzung mit dem Seminar für Deutsche Philologie an der Universität Göttingen. Dieses entzog Wagenknecht ein Arbeitszimmer, welches er nach seiner Pensionierung noch hatte nutzen dürfen.

## Kleinschriften
Neben den, im engeren Sinne, wissenschaftlichen Veröffentlichungen hat Christian Wagenknecht zwei Serien von schmalen Heften, im Format der Fackel, veröffentlicht:
- von 1977 bis 1994 Karl Kraus Hefte (72 Hefte) mit Sigurd Paul Scheichl herausgegeben (Verlag edition + kritik). Sie enthalten ungedruckte Primär- und Sekundärquellen, Nachdrucke kaum noch auffindbarer Texte, sowie Anmerkungen zu Leben, Werk und Rezeption von Karl Kraus.

- von 1995 bis zu seinem Tode 2020 "glõssen, als handschrift für freunde gedruckt" veröffentlicht. Die" fünfundsiebzigste (letzte) lieferung" wurde im August 2021 von seiner Witwe Eva Wilms als "jahresgedechtnis" den nämlichen Freunden zugeschickt.

## Ausgewählte Veröffentlichungen

### Autor
- Das Wortspiel bei Karl Kraus . Vandenhoeck & Ruprecht, Göttingen 1965.
- Weckherlin und Opitz – Zur Metrik der deutschen Renaissancepoesie. C.H. Beck, München 1971.
- Deutsche Metrik. Eine historische Einführung. C.H. Beck, München 1981.
- Metrica minora. Mentis Verlag, Münster 2015.

### Herausgeber
- Carl Gustav Jochmann. Faksimiledruck nach der Originalausgabe von 1828. Vandenhoeck & Ruprecht, Göttingen 1968.
- Epochen der deutschen Lyrik; Gedichte 1600–1700. Nach den Erstdrucken. dtv, München 1969.
- mit Sigurd Paul Scheichl: Kraus Hefte. Nr. 1–72. edition text + kritik, München 1977–1994.
- Karl Kraus. Schriften. Band 1–20. Suhrkamp, Frankfurt 1986–1994.
- Karl Kraus – Schriften, Digitale Bibliothek, Band 156, Directmedia Publishing, Berlin 2007, ISBN 978-3-89853-556-4
- Lyrik der Deutschen, für seine Vorlesungen ausgewählt von Karl Kraus. edition text + kritik, München 1990.
- Peter Altenberg : Auswahl aus seinen Büchern, von Karl Kraus. [Neu hrsg. von Christian Wagenknecht]. Insel Verlag, Leipzig 1997.
- mit Eva Willms: Karl Kraus – Franz Werfel. Eine Dokumentation. Wallstein, Göttingen 2011.
- mit Eva Willms: Karl Kraus, Heine und die Folgen. Schriften zur Literatur. Wallstein, Göttingen 2015.